# Маймуан

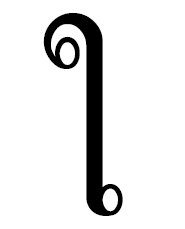

Маймуан, сара ай маймуан ( тай. ไม้ม้วน ) — внутристрочный диакритический знак тайской письменности являющийся двойником знака маймалай ( огласовка «Ай» ), но имеет гораздо меньшую распространённость. Употребление маймуана определяется орфографической традицией, он пишется в нескольких десятках слов. В стандартной тайской клавиатуре проецируется на клавишу «Ю».
Пример: ใบไม้ ( баймай ) — лист.